# Viviane Van Emelen
Viviane Van Emelen (6 februari 1953) is een Belgische voormalige atlete, die gespecialiseerd was in het middellange afstandslopen. Zij veroverde één Belgische titel in het veldlopen.

## Clubs
Van Emelen was aangesloten bij Brasschaat AC.

## Belgische kampioenschappen
| Onderdeel | Jaar |
| --------- | ---- |
| veldlopen | 1976 |

## Persoonlijke records
| Onderdeel | Prestatie      | Datum        | Plaats |
| --------- | -------------- | ------------ | ------ |
| 800 m     | 2.07,8         |              |        |
| 1500 m    | 4.16,4         | 1976         |        |
| 3000 m    | 9.14,4 (ex-NR) | 27 juni 1976 | Jesolo |

## Palmares

### veldlopen
- 1973: 62e WK in Waregem
- 1975: 26e WK in Rabat
- 1976:  BK AC
- 1976: 13e WK in Chepstow
- 1977: 76e WK in Düsseldorf